# Hesycha crucifera
Hesycha crucifera är en skalbaggsart som beskrevs av Dillon 1952. Hesycha crucifera ingår i släktet Hesycha och familjen långhorningar. Inga underarter finns listade i Catalogue of Life.